# Consolea spinosissima
Consolea spinosissima là một loài thực vật có hoa trong họ Cactaceae. Loài này được (Mill.) Lem. mô tả khoa học đầu tiên năm 1862.